# 情け無用の町
「情け無用の町」（なさけむようのまち、原題: A Town Called Mercy）は、イギリスのSFドラマ『ドクター・フー』第7シリーズ第3話。イギリスでは2012年9月15日に BBC One で初放送された。脚本はトビー・ウィトハウス、監督はサウル・メッツスタインが担当した。
異星人のタイムトラベラー11代目ドクター（演:マット・スミス）と彼のコンパニオンであるエイミー・ポンド（演:カレン・ギラン）とローリー・ウィリアムズ（演:アーサー・ダーヴィル）は西部開拓時代の町を訪れる。町は他の開拓地から隔絶されており、住民たちはガンスリンガーと呼ばれるサイボーグに異星人の博士であるカーラー族のジェックスを引き渡すことを要求されていた。しかし、ガンスリンガーは戦争に勝つためにジェックスが禁忌を犯して兵器として改造した存在であり、ドクターはこの場における正しい決断を迫られる。
番組製作総指揮のスティーヴン・モファットは第7シリーズの各エピソードに目立つ題材を用意しようと考え、ウィトハウスに西部開拓時代のテーマを与えた。ウィトハウスはこのテーマを掘り下げて、古典的な西部劇の要素や共感できる悪役を登場させた。「情け無用の町」と前話「恐竜たちの船」は第7シリーズで最初に製作が開始された。エピソードの大部分は、数多くの西部開拓時代映画で使用されるロケ地でもある、スペインのアルメリア県の砂漠地域に位置するミン・ハリウッドとテキサス・ハリウッドで2012年3月に撮影された。イギリスでの視聴者数は842万人を記録し、倫理的な議論が盛り込まれているとして批評家は肯定的に評価した。ドクターの行動や物語のテンポには批判的な声も上がった。

## 前日譚
「情け無用の町」の前日譚は The Making of The Gunslinger という題でiTunesにて独占配信された。普通のヒューマノイドの肉体をガンスリンガーに改造する様子が描写され、ジェックスの声で製造過程が説明されている。

## 製作

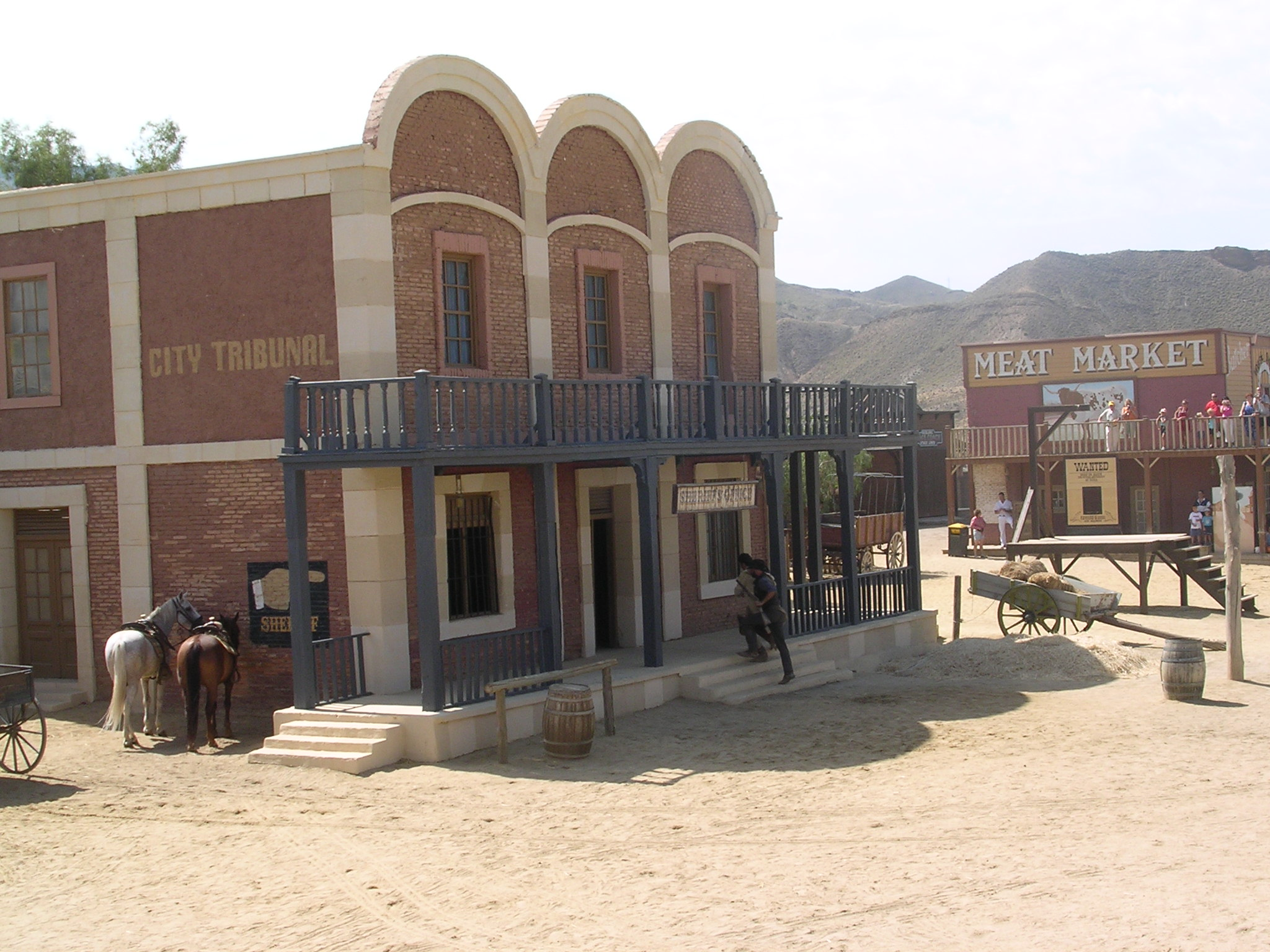
撮影に使用されたミニ・ハリウッド

モファットは第7シリーズの最初の5話に"映画館の看板"のテーマを持たせることを計画していた。それぞれのエピソードに違った印象を持たせるため、番組製作総指揮のスティーヴン・モファットは西部開拓時代のテーマをトビー・ウィトハウスに与え、ロボットの脅威に晒される町についてのエピソードを提案した。モファットはクリント・イーストウッドの代わりにはならないだろうと感じたマット・スミスを西部開拓時代という舞台に出演させることに積極的であった。ウィトハウスは以前『ドクター・フー』で「同窓会」（2006年）、「ヴェネチアの吸血鬼」（2010年）、「閉ざされたホテル」（2011年）を執筆していた。ウィトハウスはこれまで西部開拓時代をテーマとした作品を執筆したことがないと述べたが、そのテーマをいたく気に入った。『ドクター・フー』で西部開拓自体を舞台にした物語には1966年の The Gunfighters があったが、ウィトハウスは The Gunfighters を見ないよう他の脚本家からアドバイスを受けた。ウィトハウスはドクターが馬に乗るシーンや睨み合うシーンなど、一般的な西部劇の要素を取り入れることを気に入った。彼曰く、平和主義のドクターが銃を使わざるをえない場面が最も執筆が難しいシーンであった。
ウィトハウスは、サイボーグの悪役を単に魂のない機械ではなく、生きた意識をもつ3次元的で同情のできる登場人物にしようとした。彼はその外見をフランケンシュタインの怪物を想起させるものにしようと考え、後にそのデザインについて素晴らしいとコメントした。ガンスリンガー役のアンドリュー・ブルックのメイクには3時間半を要した。コスチュームの都合上、ブルックは左目だけで演技をしなくてはならなかった。スミスはゲスト出演者のベン・ブラウダーを称賛し、「ゆっくりとした話し方が素晴らしい良いカウボーイだ」とコメントした。また、彼はエイドリアン・スカーボロウについて「エピソード全体を持って行った」と称賛した。ブラウダーは役を打診されて快諾していた。彼は自身の子どもたちが『ドクター・フー』を見ていたことに気付き、また、彼自身も西部劇に出演したいと考えていた。ウィトハウスはブラウダーの演技がイメージしたキャラクター通りで興奮したと語った。
「情け無用の町」と前話「恐竜たちの船」は第7シリーズで最初に製作されたエピソードであった。両作ともサウル・メッツスタインが監督を担当しており、メッツスタインが初めて『ドクター・フー』にクレジットされたエピソードとなった。エピソードの大部分はスペインのアルメリア県の砂漠地域に位置する、西部開拓時代風の通りが建設されているスタジオで撮影された。同スタジオは映画『荒野の用心棒』（1964年）をはじめ100を超える西部映画の撮影に使用されている。スペインでの撮影はイギリスでセットを建設して撮影するよりも安価であり、象徴的なアメリカの舞台を考えると自ずとこの撮影地に絞られたという。撮影はミニ・ハリウッドとテキサス・ハリウッドで行われた。スミスは馬に乗ることを許可されたが、エピソードで見られた乗馬シーンの大半はスタントマンが行った。撮影は2012年3月17日に完了した。
作曲家マレイ・ゴールドは西部劇スタイルの総譜を模倣して「情け無用の町」の音楽を作曲した。

## 放送と反応
「情け無用の町」はイギリスでは BBC One と BBC One HD で2012年9月15日に初放送され、同日にアメリカ合衆国ではBBCアメリカで放送された。当夜の視聴者数は660万人におよび、第7シリーズではそれまでで最も高い数字を記録した。放送当日では3番目に多く視聴された番組であり、放送翌日には BBC iPlayer で最も人気の高い番組となった。BBC iPlayer の9月のチャートでは140万リクエストで「ダーレク収容所」と「恐竜たちの船」に次いで3位の座に着いた。最終合計値では本作の視聴者数は842万人に上り、「ダーレク収容所」を破って第7シリーズ最高の数字を記録した。Appreciation Index は85に達した。
日本では放送されていないが、2013年11月23日から『ドクター・フー』の第5シリーズから第7シリーズにかけての独占配信がHuluで順次開始され、「情け無用の町」は2014年に配信された。

### 批評家の反応
「情け無用の町」は一般に批評家から肯定的にレビューされた。IGNのマット・リズレイは本作に10点満点中8.5点をつけ、「重大で、進歩的で、豪華で、面白い冒険だ」と綴った。彼は明るい雰囲気を設定したウィトハウスとメッツスタインを称賛し、ドクターの道徳の不確かさが強調されていると感じた。ガーディアン誌のダン・マーティンは本作を「鋭い会話で音を立てる複雑な道徳ジレンマ」と表現した。彼は一人で旅をしてきたことがドクターにどう影響したかを語るエイミーの会話に着目し、カレン・ギランが本作の真のスターとして姿を現わしたと綴った。The A.V. Club のケイス・フィップスは本作にB+の評価をつけ、道徳的問題を議論している時間の時間を楽しんだ。
The Telegraphのギャヴィン・フラーは本作に星4つを付け、「人を夢中にさせる、思慮に富んだ大人のドラマ作品」と評価した。彼は調子を抑えたスミスの演技と、彼とジェックスの会話を称賛した。また彼はドクターとエイミーの"精巧に作られた"シーンを称賛した。しかし、エイミーとローリーにあまり焦点が当たらなかったことから、ギランとアーサー・ダーヴィルを無駄にしているとも感じた。Digital Spy のモーガン・ジェフェリーも星4つを与えており、西部の雰囲気とドクターの闇の扱い方を高く評価した。また、彼はブラウダーがイギリス人俳優では成しえないアメリカ人としての信頼性を役に吹き込んだと感じた。しかし、フラーと同様に、彼はエイミーとローリーが物語の脇に追いやられていたことが残念な点だったと述べた。
Slant Magazine のスティーヴン・クーパーは本作を「非常に楽しめるエピソード」と表現したが、ドクターとジェックスの問題が未解決であったため「物語の結末は先の素晴らしさの後ではわずかに盛り下がるものだった」とした。。インデペンデント紙のニーラ・デブナスはジェックスをガンスリンガー以上の悪役にしたことを「素晴らしい捻りだ」と絶賛した。彼女はドクターがジェックスに銃を向けたことが全くキャラクターに合っていないと感じたが、エイミーとローリーの離脱の前兆であると解釈した。同様にio9のチャーリー・ジェーン・アンダーズも、ジェックスを死なせるというドクターの決断がドクターらしくないと感じた。彼女は、おそらく卓越しているであろう照準システムをガンスリンガーがジェックスの射殺に使わなかったこと、そして町人を楯として使われないようにガンスリンガーが町人を外に逃がせばよかったのにそうしなかったことを批判した。加えて、彼女曰く、全体を通して本作は西部開拓時代に舞台を移した『スタートレック:ディープ・スペース・ナイン』のエピソードのように感じられた。
SFX誌のイアン・バレミアンは「情け無用の町」に星3つ半をつけた。彼は倫理的な議論により本作が"驚くほど成熟した物語"になったとコメントしたが、西部劇の要素はありきたりすぎると感じた。また、エピソードの大部分がジェックスの掘り下げではなくジェックスをどう扱うべきかをテーマにしていることから、彼は捻りが欠けているとも感じた。さらに、彼はプロットに対して問題点を2つ指摘した。1つはガンスリンガーが普通に歩いて街に入ってジェックスを連れ去れば良いこと、もう1つはドクターがターディスでジェックスを連れて行けば良いことである。同雑誌のデイヴ・ゴールダーは本作に残念なSF西部劇エピソードのレッテルを貼り、「情け無用の町」に登場した西部劇の要素は余りにも多く、他の作品で既に見た感覚を抱いたという旨のコメントをした。ラジオ・タイムズのパトリック・マルケーンはさらに批判的で、説得力もなく特に感じることもなかったという旨のコメントを残した。彼は西部劇と『ドクター・フー』は決して完全には混ざり合わないものであると感じ、緩慢としたテンポや、ローリーが劇中でほとんど何もしていないことを批判した。しかし、彼は豪華なセットについては高く評価し、道徳的なやり取りも巧妙に組み立てられていたと称賛した。

### エピソードのテーマ性
宗教WebサイトPatheosのジェームズ・F・マクグレースは、「情け無用の町」に強い宗教的テーマと道徳的なメッセージが込められていると感じ、「真に慈悲、許し、戦争犯罪、復讐、正義にまつわるものだ」と綴った。彼はドクターが長く一人でいたためにジェックスに銃を向けたとするエイミーのコメントについて、「我々は他の人間とのつながりを緩めると、慈悲・正義・他者の運命を、個人としてではなく、そして別のものとして扱うことができる」と述べた。また、彼は住民たちが教会に集まる一方でドクターとガンスリンガーが外で対峙しているシーンについて、人の命の意味付けの重要性が強調されている宗教的なメッセージだと感じた。
デイリー・テレグラフのギャヴィン・フラーは「トビー・ウィトハウスの道徳・倫理・良心・正義の問題を追及する力強い道徳的な物語が、西部のコンセプトで効果的に装飾されている」と述べた。The A.V. Club の批評家ケイス・フィップスは、命令と混沌の狭間の永遠に終わらないせめぎ合いは西部劇に普遍的だと指摘し、本作が「法を無視した復讐と文明的な正義のどちらが勝つか」という疑問を代表していると述べた。SFXのイアン・バレミアンは、町を取り巻く境界線が一線を越えようとしているドクターの隠喩であると解釈した。彼はドクターの議論を「ダレク族の誕生」（1975年）の4代目ドクター（演:トム・ベイカー）や Resurrection of the Daleks （1984年）の5代目ドクター（演:ピーター・ディヴィソン）のものに結び付けた。さらに、批評家たちはこれまで『ドクター・フー』に登場した典型的な白黒の明瞭な悪役よりもむしろ、白と黒の混ざった微妙な立場にあるキャラクターが描写されていると指摘した。